# 10 варіацій на тему арієти «Unser dummer Pöbel meint»
10 варіацій на тему арієти «Unser dummer Pöbel meint», К. 455 — твір для клавіра Вольфганга Амадея Моцарта, що датується 1784 роком.

## Тема
Тема для варіацій була взята Моцартом з опери Кристофа Віллібальда Глюка «Непередбачена зустріч, або Пілігрими з Мекки» (фр. La rencontre imprévue, ou Les pèlerins de la Mecque), яка за часів своєї прем'єри в 1764 році у віденському Бургтеатрі залишалася одним з найбільш затребуваних творів композитора (зокрема, в тому ж Бургтеатрі була відновлена в 1780-м) і, ймовірно, справила на Моцарта влив, особливо помітний в опері «Так чинять усі».
Використана Моцартом арієта Глюка починається, в оригінальному лібрето Луї Данкур, словами «Побожні люди нас вважатимуть за хвальків» (фр. Les hommes pieusement pour gascons nous prennent), а у відомому німецькому перекладі лібрето початок арії звучить як «Блаженні дурні вирішать, мабуть, що ми голодували» (нім. Dumme fromme Leute zwar meinen wohl, wir darbten gar). Назва, використана Моцартом, — «Так думає наша дурна чернь» (нім. Unser dummer Pöbel meint), — ймовірно, сходить до якогось іншого (нині втраченого) німецького перекладу лібрето. Для своїх варіацій Моцарт скоротив оригінальну тему Глюка (не використав тт. 5–10) і замінив оригінальне Анданте на більш легковажне алегрето.

## Історія створення
23 березня 1783 Моцарт як піаніст давав у Відні концерт, програма якого включала імпровізацію. Оскільки Крістоф Віллібальд Глюк був присутній у залі, Моцарт обрав темою для імпровізації мелодію з його популярної опери. Надалі, проте, Моцарт не відразу звернувся до перетворення імпровізаційного матеріалу: нотний автограф «10 варіацій» датований 25 серпня 1784 року.
Клавірні варіації на тему Глюка (як і деякі інші варіації) Моцарт писав у той же час, коли він працював над великими оркестровими і концертними творами. Герман Аберт відзначає віртуозність, загальну для концертної та камерної музики цього періоду:

## Зв'язок з іншими творами
На тему цієї ж арієта К. В. Глюка склав варіації та італійський композитор Джузеппе Сарті, що був добре знайомий з Моцартом і підтримував з ним творчий контакт до 1784 року, незадовго до свого від'їзду до Санкт-Петербургу до двору імператриці Катерини II. 
На думку Германа Аберта, варіації Сарті та Моцарта володіють помітним схожістю [.
Твір Моцарта, в свою чергу, був використаний П. І. Чайковським: в його Сюїті для оркестру № 4 соль мажор «Моцартіана», побудованій на перероблених і інструментованих творах Моцарта. «10 варіацій» (кожна з яких була оригінально оркестрована Чайковським) лягли в основу фіналу сюїти.